# Abenobashi Terminal Building
Abenobashi Terminal Building (阿部野橋ターミナルビル) là một tòa nhà đa năng ở Abenosuji Itchome, Abeno-ku, Osaka, Nhật Bản. Nó bao gồm Tòa nhà Mới (新館) (người thuê chính: Osaka Abenobashi Station, Abeno Harukas Kintetsu cửa hàng chính Wing), Tòa nhà Đông (東館) (Khách sạn Tennoji Miyako), và cao chọc trời Abeno Harukas (あべのハルカス) cao 300 m. Việc xây dựng lại bắt đầu vào tháng 1 năm 2010, và mở cửa vào ngày 7 tháng 3 năm 2014. Tòa nhà cao 300 mét và có 62 tầng, làm cho nó trở thành tòa nhà cao nhất ở Nhật Bản.
Đây là tòa nhà ga thay thế được lên kế hoạch của Ga Ōsaka Abenobashi, nhà ga của Tuyến Kintetsu Minami Osaka. Diện tích sàn tòa nhà khoảng 100.000 mét vuông, làm cho nó trở thành cửa hàng bách hóa lớn nhất ở Nhật Bản. Nó chứa các cửa hàng chính mới của cửa hàng bách hóa Kintetsu, khách sạn Marriott International, và trụ sở mới của Sharp Corporation.